# Clarence Morley

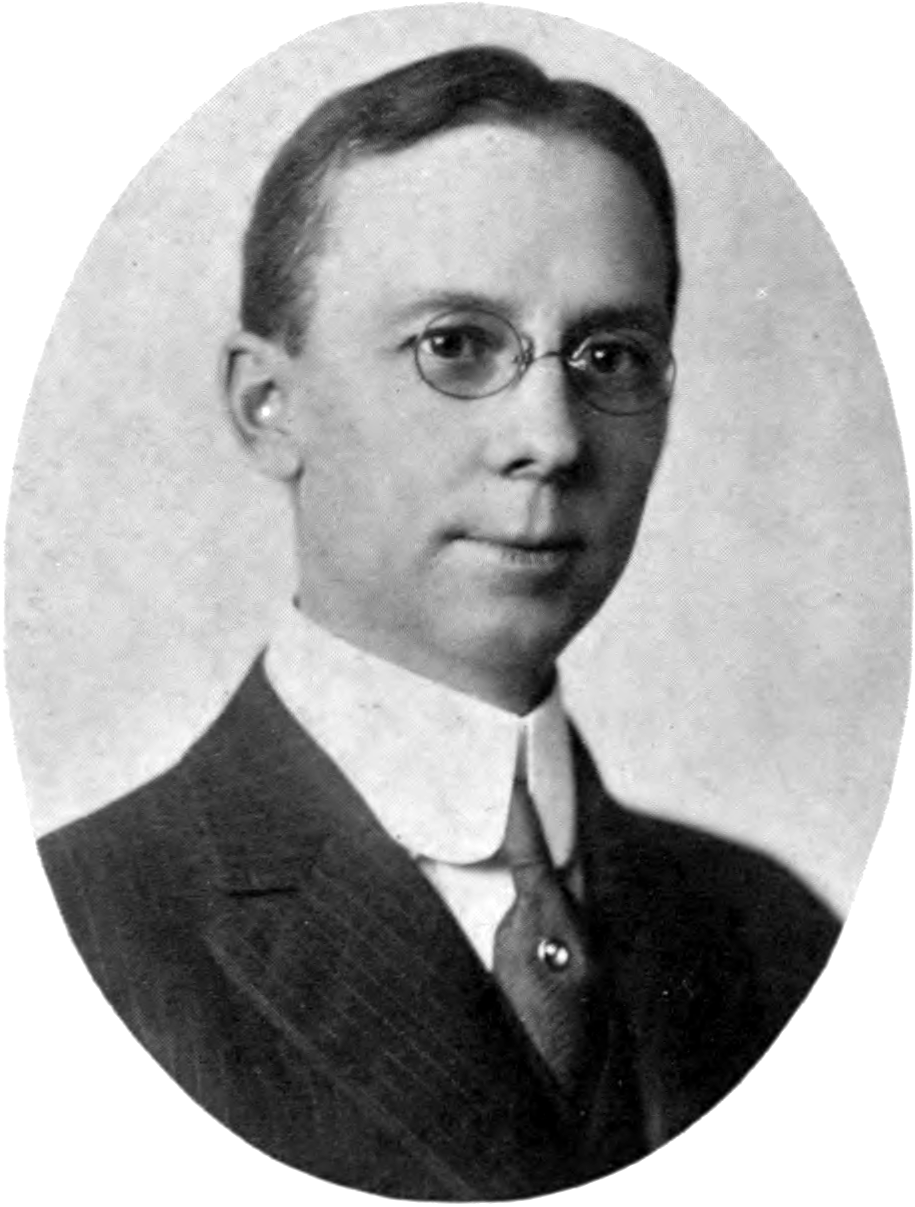
Clarence Morley (1917)

Clarence Joseph Morley (* 9. Februar 1869 in Dyersville, Iowa; † 15. November 1948 in Denver Colorado) war ein US-amerikanischer Politiker (Republikanische Partei) und von 1925 bis 1927 der 23. Gouverneur des Bundesstaates Colorado.

## Frühe Jahre und Aufstieg
Clarence Morley besuchte die örtlichen Schulen seiner Heimat in Iowa. Im Jahr 1890 zog er mit seinen Eltern nach Trinidad in Colorado. Nach einem Jurastudium an der University of Colorado arbeitete er 20 Jahre lang als Rechtsanwalt, ehe er zwischen 1918 und 1925 im zweiten Gerichtsbezirk von Colorado Richter wurde. Zwischen 1915 und 1919 war er auch Mitglied des Begnadigungsausschusses. Am 4. November 1924 wurde er als Kandidat seiner Partei und mit Hilfe des Ku-Klux-Klans zum neuen Gouverneur seines Staates gewählt, wobei er sich mit 52:44 Prozent der Stimmen gegen den demokratischen Amtsinhaber William Ellery Sweet durchsetzte.

## Gouverneur von Colorado und weiterer Lebenslauf
Morley trat sein neues Amt am 13. Januar 1925 an. Seine Regierung war stark vom Klan beeinflusst. Morley unterstützte das Prohibitionsgesetz. Ansonsten verlief seine Amtszeit ohne besondere Vorkommnisse. Nach dem Ende seiner Gouverneurszeit zog Morley nach Indianapolis, wo er eine Maklerfirma gründete. Im Verlauf der Zeit wurden im Zusammenhang mit den Transaktionen dieser Firma Unregelmäßigkeiten aufgedeckt, die im Jahr 1935 zu seiner Verhaftung führten. Morley wurde wegen Betrugs und Missbrauchs seines politischen Einflusses angeklagt und zu fünf Jahren Gefängnis in Fort Leavenworth verurteilt. Er starb im November 1948. Mit seiner Frau Maud Thompson hatte Clarence Morley vier Kinder.